# Cryphia vandalusiae
Cryphia vandalusiae là một loài bướm đêm trong họ Noctuidae.